# Tajura e Arba
Tajura e Arba (em árabe: شعبية تاجوراء والنواحي الأرب; romaniz.: Tajura' wa an Nawahi al Arba) foi um distrito da Líbia. Foi criado em 2001, com a cisão de seu território do distrito de Trípoli, mas na reforma administrativa mais recente foi reincorporado em Trípoli; Tajura já havia sido um distrito independente no passado. Seu nome aparece na lista censitária de 2001, mas não há valor de sua população. Ele possuía uma zona costeira no mar Mediterrâneo e fazia divisa com Murgube a sudeste, Taruna e Massalata a sul e Trípoli a oeste.